# بيلي مكاي (لاعب كرة قدم)
بيلي مكاي (بالإنجليزية: Billy McKay)‏ هو لاعب كرة قدم بريطاني في مركز الهجوم، ولد في 22 أكتوبر 1988 في Corby ‏ في المملكة المتحدة. شارك مع منتخب أيرلندا الشمالية تحت 21 سنة لكرة القدم ومنتخب أيرلندا الشمالية لكرة القدم. أما مع النوادي، فقد لعب مع دندي يونايتد وليستر سيتي ونادي إنفرنيس ونورثامبتون تاون وويغان أتلتيك.

## وصلات خارجية
- بيلي مكاي (لاعب كرة قدم) على موقع الاتحاد الدولي (مؤرشف)  (الإنجليزية)
- بيلي مكاي (لاعب كرة قدم) على موقع قاعدة بيانات كرة القدم.إي يو (الإنجليزية)
- بيلي مكاي (لاعب كرة قدم) على موقع ناشيونال فوتبول تيمز (الإنجليزية)
- بيلي مكاي (لاعب كرة قدم) على موقع Soccerbase.com (لاعب) (الإنجليزية)
- بيلي مكاي (لاعب كرة قدم) على موقع Soccerway.com (الإنجليزية)